# Рабенсбург
Рабенсбург (нем. Rabensburg) — ярмарочная коммуна (нем. Marktgemeinde) в Австрии, в федеральной земле Нижняя Австрия. 
Входит в состав округа Мистельбах.  Население составляет 1132 человека (на 31 декабря 2005 года). Занимает площадь 20,08 км². Официальный код  —  31645.

## Политическая ситуация
Бургомистр коммуны — Вольфрам Эразим (СДПА) по результатам выборов 2005 года.
Совет представителей коммуны (нем. Gemeinderat) состоит из 19 мест.
- СДПА занимает 15 мест.
- АНП занимает 4 места.